# Expende Hannibalem
La locuzione latina Expende Hannibalem, tradotta letteralmente, significa pesa Annibale. (Giovenale, Satire, X, 147).
Cioè pesa i grammi di cenere che rimangono di questo grande e celebre capitano. In altre parole vuol dire che tutti i trionfi, tutte le glorie e le potenze di questa terra si riducono ad un pugno di cenere.